# Parchestān-e Owrak Shālū
Parchestān-e Owrak Shālū (persiska: Parchestān, پرچستان اورک شالو) är en ort i Iran.   Den ligger i provinsen Khuzestan, i den centrala delen av landet, 400 km söder om huvudstaden Teheran. Parchestān-e Owrak Shālū ligger 851 meter över havet och antalet invånare är 583.
Terrängen runt Parchestān-e Owrak Shālū är varierad. Runt Parchestān-e Owrak Shālū är det ganska tätbefolkat, med 56 invånare per kvadratkilometer. Närmaste större samhälle är Jangeh, 17,0 km norr om Parchestān-e Owrak Shālū. Omgivningarna runt Parchestān-e Owrak Shālū är i huvudsak ett öppet busklandskap.